# Pusa Ding
Pusa Ding (kinesiska: 菩萨顶) är ett berg i Kina. Det ligger i provinsen Shandong, i den östra delen av landet, omkring 390 kilometer öster om provinshuvudstaden Jinan. Toppen på Pusa Ding är 232 meter över havet.
Närmaste större samhälle är Dongcun, 19,7 km väster om Pusa Ding. Trakten runt Pusa Ding består till största delen av jordbruksmark.
Genomsnittlig årsnederbörd är 730 millimeter. Den regnigaste månaden är juli, med i genomsnitt 224 mm nederbörd, och den torraste är januari, med 14 mm nederbörd.